# Giovanni Meregalli
Giovanni Meregalli (Vedano al Lambro, 10 dicembre 1939) è un ex calciatore e allenatore di calcio italiano, di ruolo attaccante.

## Carriera

### Giocatore
Ha giocato negli anni sessanta e settanta prevalentemente in Serie B, totalizzando complessivamente 233 presenze e 28 reti fra i cadetti con le maglie di Lecco (con cui nella stagione Serie B 1959-1960 ottenne la promozione in massima serie, seppur con una sola presenza all'attivo), Parma, Cosenza, Reggiana e Ternana.
Nella stagione 1963-1964 venne ingaggiato dalla Lazio, militante in Serie A, senza riuscire ad esordire in campionato (ottiene solamente una presenza in Coppa Italia), e nella sessione autunnale del calciomercato venne ceduto al Cosenza.

### Allenatore
Da allenatore ha guidato in Serie C il Parma e la Lucchese durante gli anni '70; la Ternana, il Barletta e il Prato, ottenendo subito la promozione in Serie C1 negli anni '80 e con il quale nel 1989 ha sfiorato la promozione in Serie B persa all'ultima giornata di campionato in uno scontro diretto con la Reggiana.

## Palmarès

### Giocatore

#### Competizioni nazionali
- Campionato italiano Serie C: 1

Ternana: 1967-1968 (girone C)

### Allenatore

#### Competizioni nazionali
- Campionato italiano Serie C2: 1

Prato: 1979-1980 (girone A)